# Shane Tarves
Shane Tarves (* 10. April 1954) ist ein kanadischer Eishockeyspieler. Während seiner Karriere spielte er zwischen 1982 und 1992 zehn Jahre beim damaligen ESG Kassel bzw. nach dessen Umbenennung EC Kassel in der Oberliga und 2. Bundesliga auf der Position des Stürmers.

## Karriere

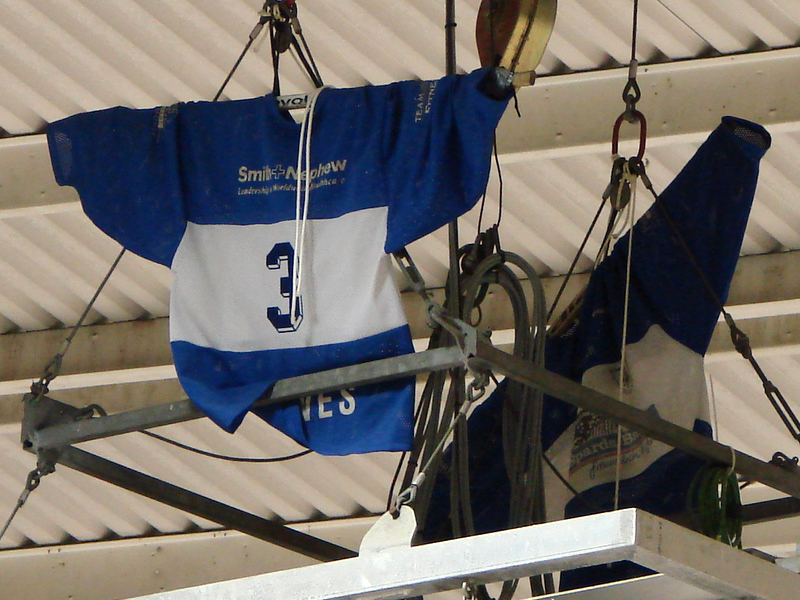
Tarves' Trikot hängt unter dem Dach der Eissporthalle Kassel

Tarves begann seine Karriere 1977 beim damaligen Oberligisten EHC Essen.
Zur Oberliga-Saison 1982/83 wechselte er zur ESG Kassel, bei der er in seiner ersten Spielzeit in 36 Spielen bereits 102 Tore und 54 Assists verzeichnen konnte sowie mit Kassel in die 2. Bundesliga aufstieg. Durch diese beachtliche Statistik bekam er von seinen Fans aus Kassel den Spitznamen Shane „The Train“.
In den insgesamt zehn Jahren, die er bei Kassel bis zu seinem Karriereende bestritt, half Tarves der ESG Kassel in deren wirtschaftlicher Krise und erlebte die Umbenennung des Vereins in EC Kassel mit. Aufgrund finanzieller Defizite bestritt er ab 1988 die Spiele mit dem Verein für zwei Jahre wieder in der Oberliga, bis der Eishockeyklub 1990 erneut in die 2. Bundesliga zurückkehrte. Im Jahre 1992 beendete Tarves mit 38 Jahren seine Karriere.
Shane Tarves führt die teaminternen Tor-, Assist- und Spielstatistiken an. Seine Rückennummer #3, die er in Kassel trug, wird für andere Spieler nicht mehr vergeben und hängt unter dem Stadiondach der Kasseler Eissporthalle.
2010 kehrte Tarves aufs Eis zurück. Ab dem 9. Oktober spielt er in der Hessenliga mit der 1b Mannschaft der Eishockey Jugend Kassel.